# Ван Арле, Берри
Хюбертюс (Берри) Агидиюс Херманюс ван Арле (нидерл. Hubertus (Berry) Aegidius Hermanus van Aerle; род. 8 декабря 1962, Хелмонд, Северный Брабант) — нидерландский футболист, выступавший на позиции правого защитника. Наиболее известен по выступлениям за ПСВ, которому он помог завоевать Кубок европейских чемпионов УЕФА, и за сборную Нидерландов, с которой он выиграл Евро-1988.

## Карьера

### Клубная
Ван Арле родился в Хелмонде, Северный Брабант и играл 13 лет за гранда нидерландского футбола ПСВ, с которым выиграл пять чемпионатов. В течение большей части своей карьеры он также играл на позиции опорного полузащитника, так как место правого защитника было занято бельгийским ветераном Эриком Геретсом.

Ван Арле провёл сезон 1986/87 в Бельгии на правах аренды в «Антверпене». Ван Арле отыграл весь финал Кубка европейских чемпионов 1987/88, который его команда выиграла по пенальти у «Бенфики» после безголевой ничьи в основное время. 
Это не был особенно хороший матч, обе команды играли очень осторожно, игра не была интересной до самого конца, когда состоялась напряжённая серия послематчевых пенальти. Не имеет значения, как вы выигрываете его, хоть столь же долго, как и мы. Сейчас мы навсегда вписали свои имена в историю: мы подняли этот трофей.— Ван Арле в интервью Беренду Шольтену на UEFA.com
 После того как Геретс завершил карьеру в 1992 году в 38 лет, у ван Арле начались проблемы с травмами, но ему всё же удавалось сохранять место в основном составе, благодаря чему он в общей сложности сыграл больше 300 матчей до ухода из клуба.
В конце концов, ван Арле ушёл из футбола после одного сезона с командой из его родного города, «Хелмонд Спорт». Поработав в качестве почтальона в своём городе, он вернулся в ПСВ, где поочерёдно занимал несколько должностей (скаут, координатор болельщиков).

### В сборной
Ван Арле сыграл свой первый матч за Нидерланды 14 октября 1987 года. В следующем году на чемпионате Европы он был основным игроком, а сборная завоевала свой первый континентальный трофей, в ФРГ.
В общей сложности ван Арле сыграл в 35 матчах (без голов) ровно за пять лет, а также был взят на чемпионат мира по футболу 1990 и Евро-1992. В эти годы он создал эффективное партнёрство с защитником Адри ван Тиггеленом (своим товарищем по команде в 1991—1994 годах).

## Статистика

### Матчи ван Арле за сборную Нидерландов
| Матчи ван Арле за сборную Нидерландов | Матчи ван Арле за сборную Нидерландов | Матчи ван Арле за сборную Нидерландов | Матчи ван Арле за сборную Нидерландов | Матчи ван Арле за сборную Нидерландов | Матчи ван Арле за сборную Нидерландов |
| ------------------------------------- | ------------------------------------- | ------------------------------------- | ------------------------------------- | ------------------------------------- | ------------------------------------- |
| №                                     | Дата                                  | Соперник                              | Счёт                                  | Голы ван Арле                         | Соревнование                          |
| 1                                     | 14 октября 1987                       | Польша                                | 2:0                                   | —                                     | Чемпионат Европы 1988 (отбор)         |
| —                                     | 28 октября 1987                       | Кипр                                  | 8:0 (аннулирован)                     | —                                     | Чемпионат Европы 1988 (отбор)         |
| 2                                     | 9 декабря 1987                        | Кипр                                  | 4:0                                   | —                                     | Чемпионат Европы 1988 (отбор)         |
| 3                                     | 16 декабря 1987                       | Греция                                | 3:0                                   | —                                     | Чемпионат Европы 1988 (отбор)         |
| 4                                     | 23 марта 1988                         | Англия                                | 2:2                                   | —                                     | Товарищеский матч                     |
| 5                                     | 1 июня 1988                           | Румыния                               | 2:0                                   | —                                     | Товарищеский матч                     |
| 6                                     | 12 июня 1988                          | СССР                                  | 0:1                                   | —                                     | Чемпионат Европы 1988                 |
| 7                                     | 15 июня 1988                          | Англия                                | 3:1                                   | —                                     | Чемпионат Европы 1988                 |
| 8                                     | 18 июня 1988                          | Ирландия                              | 1:0                                   | —                                     | Чемпионат Европы 1988                 |
| 9                                     | 21 июня 1988                          | ФРГ                                   | 2:1                                   | —                                     | Чемпионат Европы 1988                 |
| 10                                    | 25 июня 1988                          | СССР                                  | 2:0                                   | —                                     | Чемпионат Европы 1988                 |
| 11                                    | 14 сентября 1988                      | Уэльс                                 | 1:0                                   | —                                     | Чемпионат мира 1990 (отбор)           |
| 12                                    | 19 октября 1988                       | ФРГ                                   | 0:0                                   | —                                     | Чемпионат мира 1990 (отбор)           |
| 13                                    | 4 января 1989                         | Израиль                               | 2:0                                   | —                                     | Товарищеский матч                     |
| 14                                    | 26 апреля 1989                        | ФРГ                                   | 1:1                                   | —                                     | Чемпионат мира 1990 (отбор)           |
| 15                                    | 31 мая 1989                           | Финляндия                             | 1:0                                   | —                                     | Чемпионат мира 1990 (отбор)           |
| 16                                    | 11 октября 1989                       | Уэльс                                 | 2:1                                   | —                                     | Чемпионат мира 1990 (отбор)           |
| 17                                    | 15 ноября 1989                        | Финляндия                             | 3:0                                   | —                                     | Чемпионат мира 1990 (отбор)           |
| 18                                    | 20 декабря 1989                       | Бразилия                              | 0:1                                   | —                                     | Товарищеский матч                     |
| 19                                    | 21 февраля 1990                       | Италия                                | 0:0                                   | —                                     | Товарищеский матч                     |
| 20                                    | 30 мая 1990                           | Австрия                               | 2:3                                   | —                                     | Товарищеский матч                     |
| 21                                    | 3 июня 1990                           | Югославия                             | 2:0                                   | —                                     | Товарищеский матч                     |
| 22                                    | 12 июня 1990                          | Египет                                | 1:1                                   | —                                     | Чемпионат мира 1990                   |
| 23                                    | 16 июня 1990                          | Англия                                | 0:0                                   | —                                     | Чемпионат мира 1990                   |
| 24                                    | 21 июня 1990                          | Ирландия                              | 1:1                                   | —                                     | Чемпионат мира 1990                   |
| 25                                    | 24 июня 1990                          | ФРГ                                   | 1:2                                   | —                                     | Чемпионат мира 1990                   |
| 26                                    | 11 сентября 1991                      | Польша                                | 1:1                                   | —                                     | Товарищеский матч                     |
| 27                                    | 25 марта 1992                         | Югославия                             | 2:0                                   | —                                     | Товарищеский матч                     |
| 28                                    | 27 мая 1992                           | Австрия                               | 3:2                                   | —                                     | Товарищеский матч                     |
| 29                                    | 30 мая 1992                           | Уэльс                                 | 4:0                                   | —                                     | Товарищеский матч                     |
| 30                                    | 5 июня 1992                           | Франция                               | 1:1                                   | —                                     | Товарищеский матч                     |
| 31                                    | 12 июня 1992                          | Шотландия                             | 1:0                                   | —                                     | Чемпионат Европы 1992                 |
| 32                                    | 15 июня 1992                          | СНГ                                   | 0:0                                   | —                                     | Чемпионат Европы 1992                 |
| 33                                    | 9 сентября 1992                       | Италия                                | 2:3                                   | —                                     | Товарищеский матч                     |
| 34                                    | 14 октября 1992                       | Польша                                | 2:2                                   | —                                     | Чемпионат мира 1994 (отбор)           |

Итого (без учёта аннуллированных матчей): 34 матча / 0 голов; 18 побед, 11 ничьих, 5 поражений.

## Достижения

### Клуб
- Кубок европейских чемпионов УЕФА: 1987/88
- Чемпионат Нидерландов: 1985/86, 1987/88, 1988/89, 1990/91, 1991/92
- Кубок Нидерландов: 1987/88, 1988/89, 1989/90
- Суперкубок Нидерландов: 1992

### Сборная
- Чемпионат Европы: 1988